# Фирмен Ламбо
Фирмен Ламбо (фр. Firmin Lambot; 14. март 1886 — 19. јануар 1964) је бивши белгијски професионални бициклиста у периоду од 1908.. до 1924. године и двоструки победник Тур де Франса.

## Каријера
Ламбо је рођен у малом граду Флорену, где је радио по 12 сати дневно. Први бицикл купио је са 17 година и возио по 50 километара до посла и од посла. Прву трку возио је у локалном селу и победио је, добио је пет франака као награду и купио је тркачки бицикл. Професионалну каријеру је почео 1908. године, када је освојио неколико локалних трка у Белгији.
Први Тур де Франс је возио 1911. када је завршио на 11 месту. Тур је возио и наредне три године, освојивши по једну етапу 1913. и 1914. пре него што је Први светски рат на кратко прекинуо његову каријеру и бициклизам уопште.
Ламбо је освојио први послератни Тур, 1919. године. Тај Тур је био прилично јадан, улице су биле уништене, многи возачи нису били живи, а трку је завршило само њих 11. Ламбо је био други током већег дела трке, а прво место је преузео када је Ежен Кристоф сломио виљушку на бициклу. Ламбо је предност сачувао до краја, а опште мишљење је било да је трку освојио због лоше среће Кристофа, а не због својих способности.
Наредне године завршио је трећи, уз две етапне победе. 1921. је победио на јеној етапи и завршио је на деветом месту у генералном пласману.
Свој други Тур, Ламбо је освојио 1922. године, након што је Хектор Хесгем зарадио казну од сат времена, због замене бицикла. Ламбо је тако, са 36 година, постао најстарији победник Тур де Франса и гранд тур трка (Рекорд је срушио Кристофер Хорнер 2013. освојивши Вуелта а Еспању са 41 годином, али је Ламбо и даље најстарији победник Тур де Франса) и први који је освојио Тур без етапне победе.
Ламбо је возио још две године, али није успио да оствари ниједну победу нити да заврши Тур де Франс. 1923. се повукао током шесте етапе, а 1924. током осме етапе, након чега је завршио каријеру.